# Tamerville
Tamerville ist eine französische Gemeinde mit 693 Einwohnern (Stand 1. Januar 2022) im Département Manche in der Region Normandie. Sie gehört zum Arrondissement Cherbourg und zum Kanton Valognes. 
Sie grenzt im Nordwesten an Brix (Berührungspunkt), im Norden an Saussemesnil, im Nordosten an Montaigu-la-Brisette, im Osten an Saint-Germain-de-Tournebut, im Südosten an Huberville, im Süden an Valognes und im Westen an Saint-Joseph.
Die Route nationale 802 tangiert Tamerville.

## Bevölkerungsentwicklung
| Jahr      | 1962 | 1968 | 1975 | 1982 | 1990 | 1999 | 2008 | 2018 |
| --------- | ---- | ---- | ---- | ---- | ---- | ---- | ---- | ---- |
| Einwohner | 564  | 530  | 478  | 479  | 553  | 577  | 600  | 669  |

## Sehenswürdigkeiten
- romanische Kirche Notre-Dame-de-l’Assomption, Monument historique seit 1906

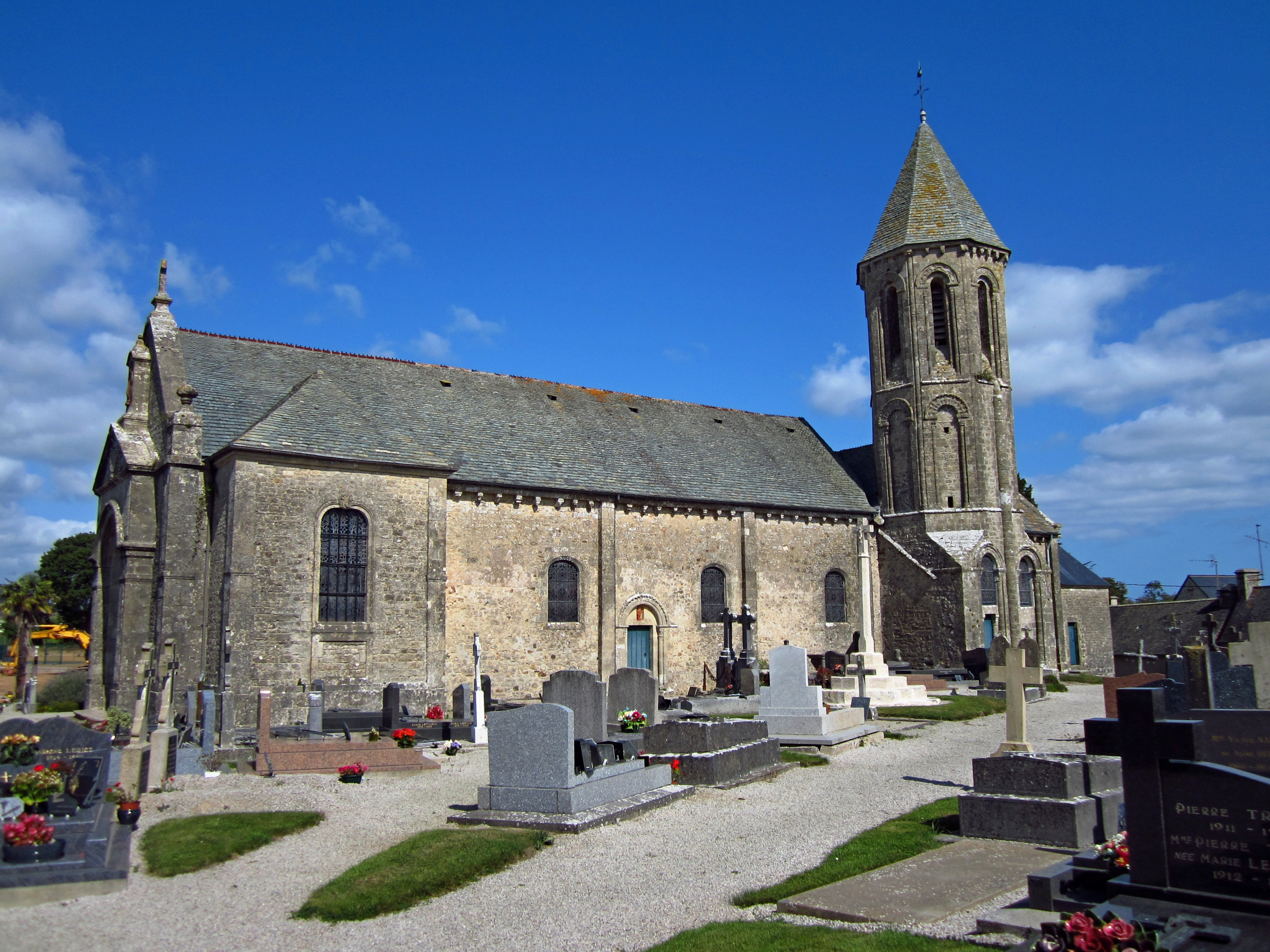
Kirche Notre-Dame-de-l’Assomption